# 新西爾基 (里夫內區)
50°29′52″N 26°26′27″E / 50.49778°N 26.44083°E
新西爾基（羅馬化：Novosilky）是位於烏克蘭西北部羅夫諾州里夫內區茲多爾布尼夫市鎮的村莊。該村始建於1600年，面積19平方公里，海拔高度260米，2001年人口565，人口密度每平方公里29.8人。